# Lucie Nona
Lucie Nona Mengi, née le 15 juillet 1991, dite Lucie Nona, est une footballeuse congolaise évoluant au poste de défenseure. Elle a été membre de l' équipe nationale féminine de la RD Congo.

## Carrière internationale
Nona est sélectionnée avec la RD Congo au niveau senior lors du Championnat d'Afrique féminin 2012.